# 岩崎響
岩崎 響（いわさき きょう、1998年11月2日 - ）は、日本の元子役。東京都出身。アミューズに所属していた。

## 出演

### テレビ
- カクレカラクリ（2006年9月13日、TBS）
- 1ポンドの福音 第9話（2008年3月8日、日本テレビ）
- トミカヒーロー レスキューファイアー（テレビ愛知・テレビ東京）
- イブニングワイド 森田さんのとことん天気（2009年4月 - 2010年3月、TBS）

### ラジオ
- 全国こども電話相談室・リアル!（2011年4月3日 - 2013年3月31日、TBSラジオ）

### CM
- ニベア花王「アトリックス」（2008年）
- 亀田製菓「オーヴィルポップコーン」
- パナソニック「P-Theater」
- 小学館「ちゃお11月号」（2007年）
- ホンダモーターサイクル
- ディズニートゥーンタウン「オンラインゲーム」
- 三越デパート

### 劇場版アニメ
- アズールとアスマール - シャムスサバ姫 役

### その他
- FLOW「CALLING」ジャケット写真